# Portugália hadba lépése (1916)

Portugália zászlaja 1911-től

1916. március 9-én a Német Birodalom a portugál katonai fenyegetésre válaszul hadat üzent Portugáliának, így az ország bekerült az első világháborúba.

## Története

### Előzmények
Még 1914. végén elhatározta a portugál kormány, hogy ha nem is lép be nyíltan a világháborúba, expedíciós hadsereget küld Angolába, a britek megsegítésére a Német Délnyugat-Afrika elleni hadjáratukhoz. Miután az angolok portugál segítség nélkül is meggyürkőztek a németekkel, a portugál hadsereget valóságban nem vetették be. Így  ez az akció még nem vezetett portugál-német hadiállapothoz. Emiatt a hadsereg nagy részét átszállították a még harcoló Német Kelet-Afrikába. 1916. február 23-án Portugália lefoglalta a gyarmatai kikötőiben horgonyzó menedéket kereső német szállítóhajókat és a rajtuk lévő szállítmányt elkobozták, eközben a Mozambikban harcoló portugálok is egyre jobban bekapcsolódtak a küzdelembe.

### Hadüzenet és hadba lépés
Végül a németek üzentek először hadat a portugáloknak 1916. március 9-én, ez után az Osztrák-Magyar Monarchia is hadat üzent március 15-én. Így már a Mozambikban harcoló katonák nyíltan támadhatták a németek állásait Német Kelet-Afrikában. Ez után pedig a lisszaboni kormány elhatározta, hogy Franciaországba is küldenek katonákat. A portugál légierő több egysége már 1916-ban, a portugál szárazföldi erők pedig 1917. folyamán vettek részt a Franciaországi küzdelmekben.

### Veszteségek, eredmények
A Lys-völgy csata során a portugál haderő igen érzékeny veszteségeket szenvedett. Az 50 000 fős hadsereg 6000 katonája német fogságba esett, míg további 7000 katona hősi halált halt. Portugália a háború után, mivel a győztes antant országok között szerepelt, Német Kelet-Afrikának a nyugati részét kapta meg és csatolták a portugálok Angolai gyarmatához a Békeszerződés jóvoltából.

## Lásd még
- Első világháború
- Portugália az első világháborúban